# ダンジャック
ダンジャック・エル・エル・シー（Danjaq, LLC）は、ジェームズ・ボンド関連の権利を保有している企業である。アメリカに本拠を置く。
名前の由来は設立者であるアルバート・R・ブロッコリとハリー・サルツマンの妻ダナ(Dana)とジャクリーン(Jacqueline)を掛け合せたモノである。
デラウェアにLLCがある。サンタモニカにダンジャック・プロダクションズ（Danjaq Productions）がある。ジェームズ・ボンドの映画の制作会社、イーオン・プロダクションズを所有している。
ダンジャックは、イオン・プロが製作した作品や、メトロ・ゴールドウィン・メイヤーと共同でボンド映画の製作決定権、及び著作権を有している。